# Кубок Північної Ірландії з футболу 2021—2022
Кубок Північної Ірландії з футболу 2021–2022 — 142-й розіграш кубкового футбольного турніру в Північній Ірландії. Титул здобув Крузейдерс.

## Календар
| Раунд           | Дата              | Матчі | Клуби    |
| --------------- | ----------------- | ----- | -------- |
| Перший раунд    | 14 серпня 2021    | 40    | 128 → 88 |
| Другий раунд    | 25 вересня 2021   | 32    | 88 → 56  |
| Третій раунд    | 30 жовтня 2021    | 16    | 56 → 40  |
| Четвертий раунд | 27 листопада 2021 | 8     | 40 → 32  |
| 1/16 фіналу     | 7-8 січня 2022    | 16    | 32 → 16  |
| 1/8 фіналу      | 4-5 лютого 2022   | 8     | 16 → 8   |
| 1/4 фіналу      | 4 березня 2022    | 4     | 8 → 4    |
| 1/2 фіналу      | 1-26 квітня 2022  | 2     | 4 → 2    |
| Фінал           | 7 травня 2022     | 1     | 2 → 1    |

## 1/16 фіналу
| Команда 1                     | Рахунок | Команда 2             |
| ----------------------------- | ------- | --------------------- |
| 7 січня 2022                  |         |                       |
| Гленавон                      | 0:4     | Крузейдерс            |
| 8 січня 2022                  |         |                       |
| Дандела (2)                   | 3:2     | Ардс (2)              |
| Баллінамаллард Юнайтед (2)    | 2:0 дч  | Ардс Рейнджерс (4)    |
| Балліклер Комрадс (2)         | 0:2     | Каррік Рейнджерс      |
| Балліміна Юнайтед             | 2:0     | Лофгол (2)            |
| Бангор (3)                    | 0:5     | Ларн                  |
| Кліфтонвілль                  | 5:0     | Айлендмейджі (4)      |
| Колрейн                       | 6:0     | Віндмілл Старс (4)    |
| Дергв'ю (2)                   | 2:3     | Гленторан             |
| Харленд-енд-Вульф Велдерс (2) | 1:2     | Енней Юнайтед (2)     |
| Інститут (2)                  | 0:1     | Портстьюарт (3)       |
| Нокбреда (2)                  | 0:2     | Данганнон Свіфтс      |
| Лінфілд                       | 4:0     | Оксфорд Саннісайд (4) |
| Портадаун                     | 2:0     | Лімаваді Юнайтед (3)  |
| Квінз Юніверсіті (2)          | 2:0     | Ньюінгтон Ют (3)      |
| Ворренпойнт Таун              | 1:2     | Ньюрі Сіті АФК (2)    |

## 1/8 фіналу
| Команда 1                  | Рахунок | Команда 2         |
| -------------------------- | ------- | ----------------- |
| 4 лютого 2022              |         |                   |
| Ларн                       | 2:0     | Лінфілд           |
| Ньюрі Сіті АФК (2)         | 1:0     | Ардс (2)          |
| 5 лютого 2022              |         |                   |
| Баллінамаллард Юнайтед (2) | 0:1     | Крузейдерс        |
| Каррік Рейнджерс           | 0:1     | Кліфтонвілль      |
| Колрейн                    | 2:0     | Портадаун         |
| Данганнон Свіфтс           | 4:1     | Енней Юнайтед (2) |
| Квінз Юніверсіті (2)       | 0:4     | Гленторан         |
| 15 лютого 2022             |         |                   |
| Балліміна Юнайтед          | 3:0     | Портстьюарт (3)   |

## 1/4 фіналу
| Команда 1         | Рахунок      | Команда 2          |
| ----------------- | ------------ | ------------------ |
| 4 березня 2022    |              |                    |
| Кліфтонвілль      | 2:1          | Колрейн            |
| 5 березня 2022    |              |                    |
| Балліміна Юнайтед | 3:3 пен. 4:3 | Ларн               |
| Крузейдерс        | 4:2          | Данганнон Свіфтс   |
| Гленторан         | 1:0          | Ньюрі Сіті АФК (2) |

## 1/2 фіналу
| Команда 1          | Рахунок | Команда 2         |
| ------------------ | ------- | ----------------- |
| 1 квітня 2022      |         |                   |
| Кліфтонвілль       | 1:2     | Крузейдерс        |
| 26 квітня 2022     |         |                   |
| Ньюрі Сіті АФК (2) | 0:1     | Балліміна Юнайтед |

## Фінал
| 7 травня 2022 16:30 (14:30 BST) |

| Балліміна Юнайтед | 1:2 дч   | Крузейдерс                          |
| ----------------- | -------- | ----------------------------------- |
| - Вер 9' (аг)     | Протокол | - Робінсон 90+3' - Макмаррей 120+1' |

| Віндзор Парк, Белфаст Арбітр: Томмі Кларк |